# Stourhead

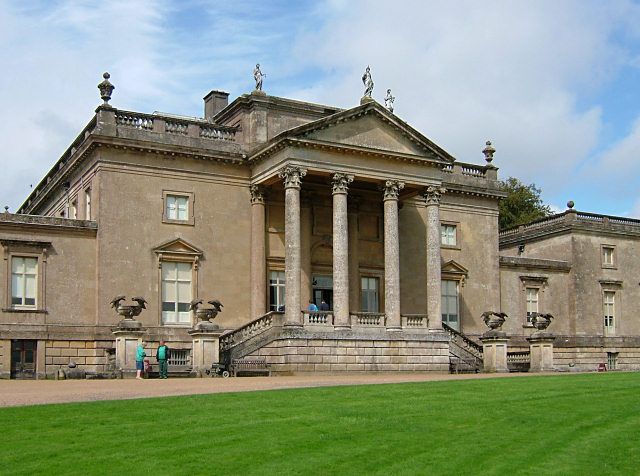
Stourhead House

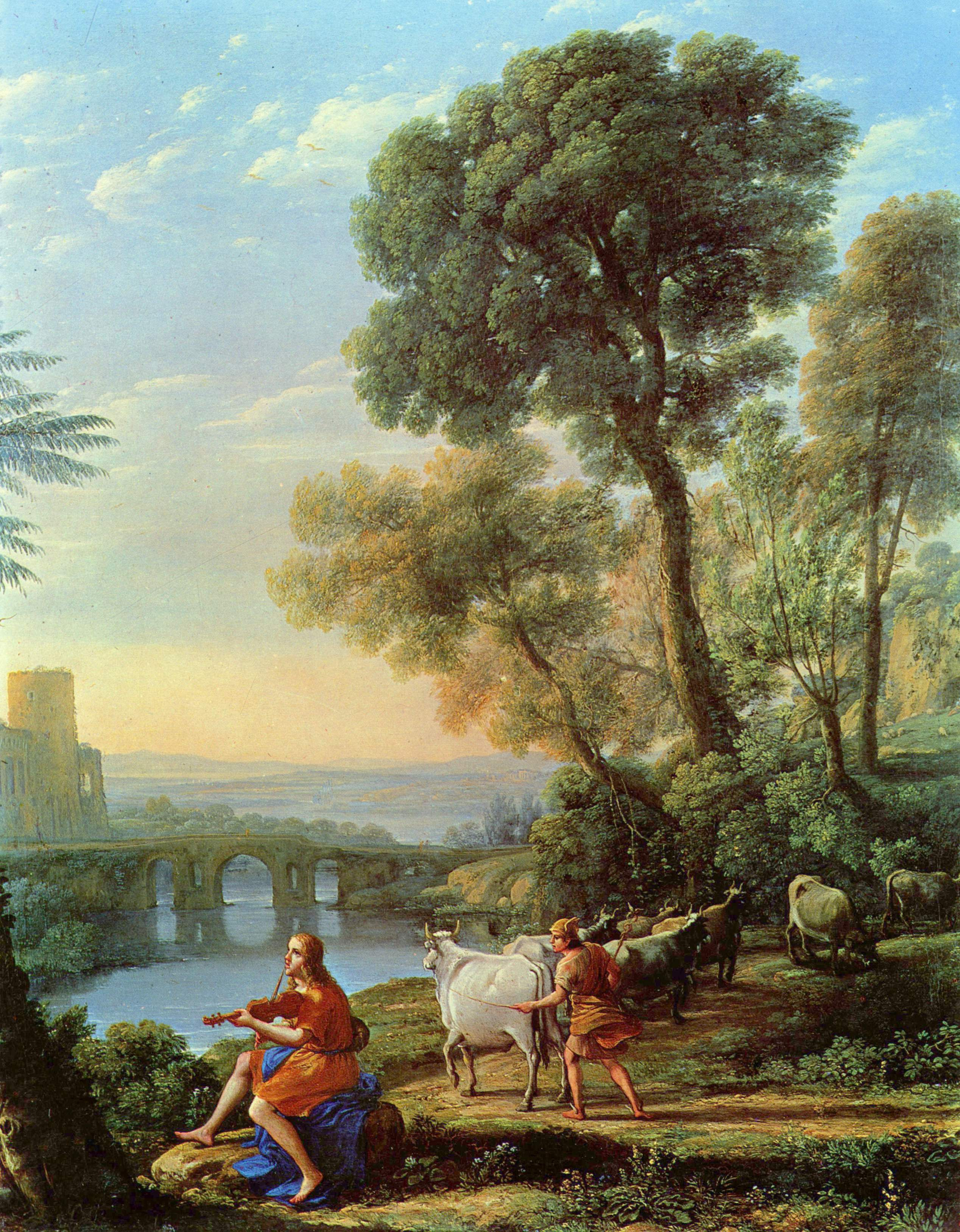
Landschap met Apollo en Mercury (1645) van Claude Lorrain, o.a. als inspiratiebron gebruikt voor de tuinen van Stourhead

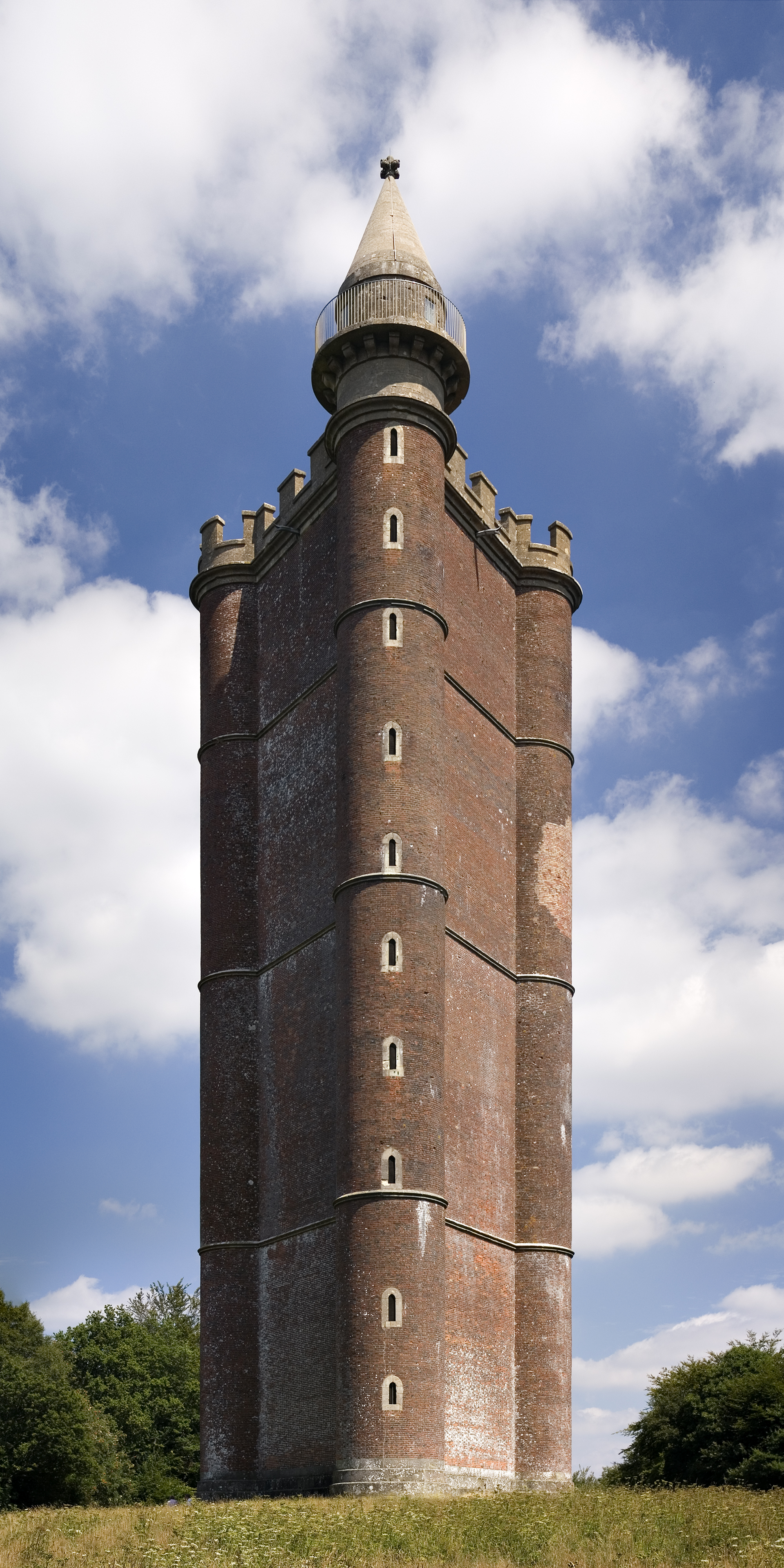
King Alfred's Tower

Stourhead is de naam van een landhuis en de daarbij behorende tuinen in Wiltshire. Ook het dorp Stourton hoort bij het landgoed. Stourhead ligt bij de bron van de rivier Stour, tegen het kalkplateau Salisbury Plain, vlak bij het dorp Mere. Het landgoed is het gehele jaar toegankelijk voor publiek.

## Geschiedenis
Het landgoed werd 500 jaar bewoond door de familie Stourton. In 1714 werd het verkocht aan Sir Thomas Meres, wiens zoon John het in 1720 doorverkocht aan Henry Hoare. Deze liet het oude landhuis afbreken en gaf de opdracht aan architect Colen Campbell een nieuwe villa te bouwen. Deze ontwierp het Stourhead House in de stijl van de Italiaanse architect Andrea Palladio als een van de eerste in zijn soort. De bouw van het huis geschiedde van 1720 tot 1724. Hoewel Campbell de belangrijkste architect was, werkten ook anderen mee aan het ontwerp.
De familie Hoare verzamelde gedurende de tijd dat zij het landgoed bezat verschillende erfgoederen, waaronder een bibliotheek en een kunstcollectie. In 1901 werd het gebouw getroffen door een brand, waarbij nochtans de meeste erfgoederen bewaard bleven. Het huis werd in vrijwel identieke stijl herbouwd.

## Tuinen

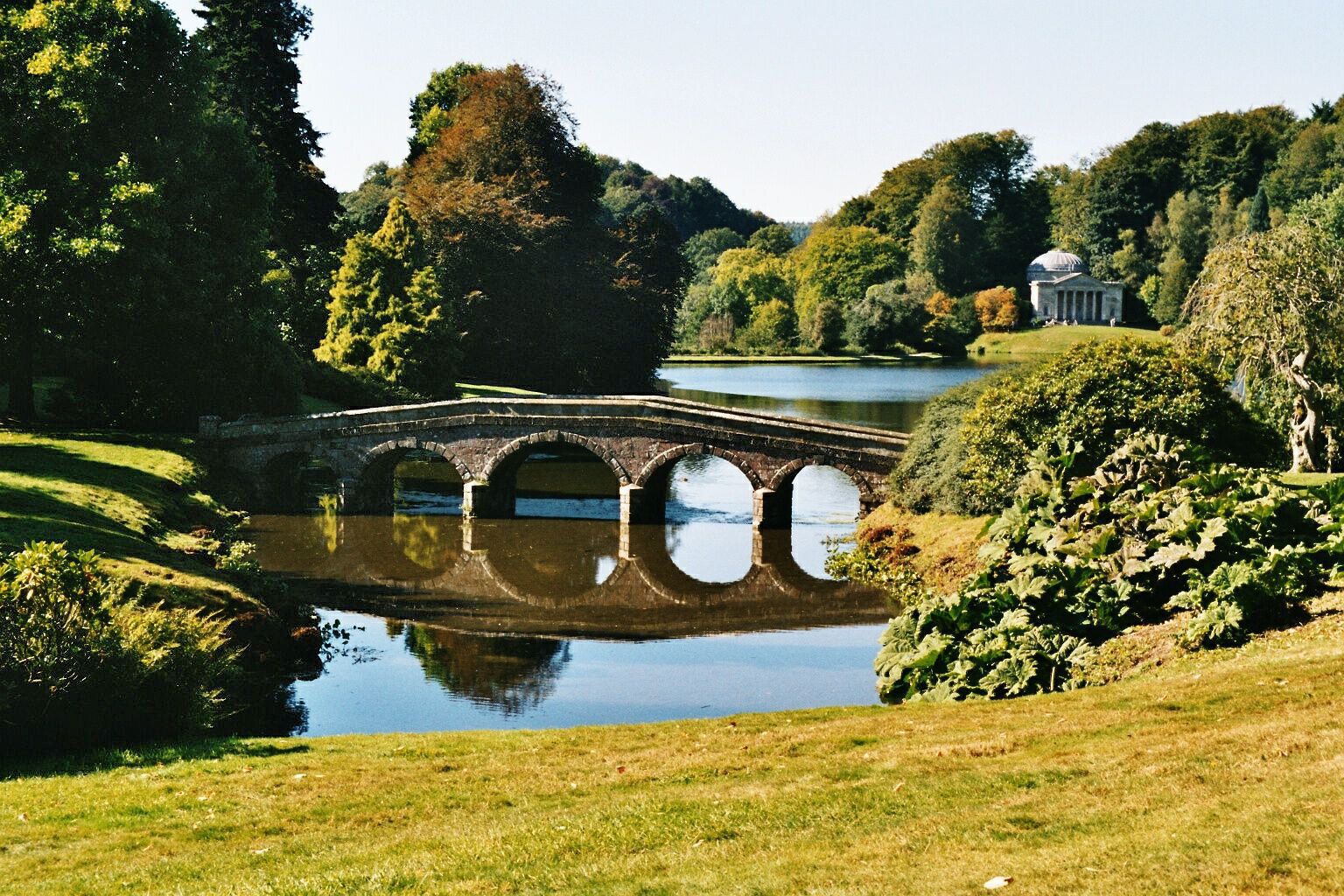
Brug in Stourhead Garden

In 1742 werd Henry Hoare jr., na de dood van zijn moeder, eigenaar van het landgoed. Hij richtte samen met de architect Henry Flitcroft de tuinen ervan in. Bij de ontwerpen hiervan hield Hoare zich aan het principe dat bij een wandeling door de tuinen nooit tweemaal hetzelfde gezien mocht worden. Hoare maakte gebruik van de natuurlijke ondergrond, en versterkte en accentueerde die. Voor de ontwerpen van de tuin lieten zij zich inspireren door de Italiaanse en Franse landschapschilderijen uit de 17e eeuw, van onder andere Claude Lorrain, Nicolas Poussin en in het bijzonder Gaspar Dughet. De bedoeling was om uiteindelijk een 'driedimensionaal schilderij' te maken, inclusief de vele kenmerken van die schilderijen. Het schilderij Aeneas op Delos van Claude Lorrain is zelfs heel goed te herkennen. In de rest van het park komt ook de reis van de mythische held Aeneas naar voren. Hoare liet verschillende klassieke gebouwen in de tuinen plaatsen.
In het midden van de tuin ligt een meer waar de rest van de tuin op geconcentreerd is; de paden blikken allemaal naar dit centrum van de tuin. In de tuin staan meerdere tempels die de rijkdom van de Hoares moesten uitstralen. 
Het gebied is beschermd gebied vanaf 1946, toen het eigendom werd van de National Trust.

## Trivia
Stourhead stond model voor het huis van Lady Penelope uit de Thunderbirds.